# Ракула (деревня)
Ракула — деревня в Кирилловском районе Вологодской области.
Входит в состав Чарозерского сельского поселения, с точки зрения административно-территориального деления — в Чарозерский сельсовет.
Расстояние по автодороге до районного центра Кириллова — 78 км, до центра муниципального образования Чарозера — 6 км. Ближайшие населённые пункты — Заречье, Тимонино, Нефедово, Козлово.
По переписи 2002 года население — 16 человек.